# 11453 Cañada-Assandri
11453 Cañada-Assandri eller 1981 DS1 är en asteroid i huvudbältet som upptäcktes den 28 februari 1981 av den amerikanska astronomen Schelte J. Bus vid Siding Spring-observatoriet. Den är uppkallad efter astronomen Marcela Cañada-Assandri.
Asteroiden har en diameter på ungefär 5 kilometer.